# Gulvingad kasik
Gulvingad kasik (Cassiculus melanicterus) är en fågel i familjen trupialer inom ordningen tättingar. Den är i stort sett endemisk för västra Mexiko. Arten minskar i antal men anses inte vara hotad.

## Utseende och läte
Gulvingad kasik är en stor (cirka 32 cm) och slank kasik med hos hanen en lång tofs i nacken som kan resas under speluppvisningar. Hanens fjäderdräkt är glansikt svart med kontrasterande gult på övre vingtäckarna och nedre delen av ryggen till övre stjärttäckarna samt på undergumpen. Stjärten är svart med gula kanter. Ögat är mörkbrunt, näbben är lång, tunn och vitaktig. Honan är mindre och har kortare tofs. Fjäderdräkten är mindre färggrann än hanen, med skiffergrått istället för svart och olivgrönt i stjärten istället för gult.

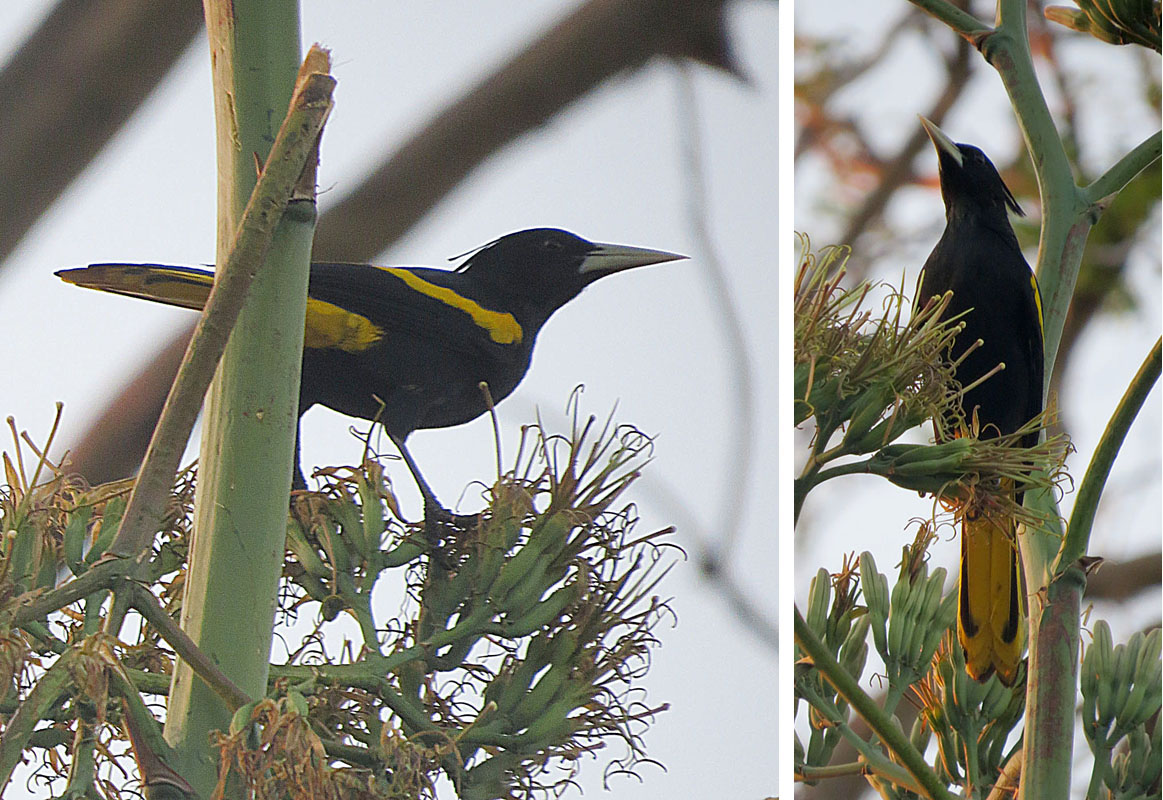

Fågeln är mycket ljudlig. Sången är udda, inledd med olika bubblande läten som följs av ett ljud som liknats vid en rostig ladugårdsdörr som öppnas. Bland övriga läten hörs olika visslande och skallrande ljud, bland annat ett stigande "whik".

## Utbredning och systematik
Gulvingad kasik är den nordligaste av alla kasiker. Den är i stort sett endemisk för Mexikos västkust, från sydöstra Sonora och söderut, men även ner till sydöstra Guatemala. Den behandlas som monotypisk, det vill säga att den inte delas in i några underarter.

### Släktestillhörighet
Gulvingad kasik placerades tidigare i släktet Casicus, men genetiska studier visar att den är systerart till en grupp bestående av kasiker i Casicus, men också oropendolor i Psarocolius. Detta har lett till att den gulvingade kasiken lyfts ut till ett eget släkte, Cassiculus.

## Levnadssätt
Gulvingad kasik hittas i torra skogar och törnbuskmarker, men kan även ses i fuktigare tropisk skog. Den är en låglandsfågel som oftast håller sig under 1000 meters höjd. Som andra kasiker bygger den ett pungformad hängande bo upp till 80 cm i längd. Den häckar endast i små kolonier i höga träd med mellan tre och tio bon, men ibland också enstaka. Likt vissa andra trupialer i Mexiko kan den även hänga sina bon från telefon- eller elledningar. Arten boparasiteras ofta av bronskostaren.

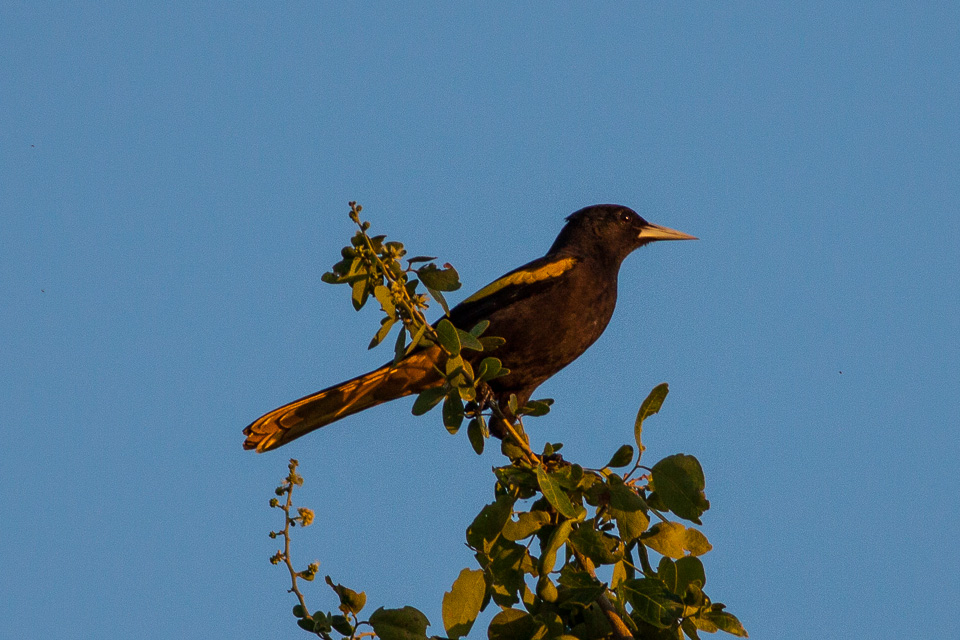

## Status och hot
Arten har ett stort utbredningsområde och en stor population, men tros minska i antal, dock inte tillräckligt kraftigt för att den ska betraktas som hotad. Internationella naturvårdsunionen IUCN listar därför arten som livskraftig (LC).